# Liste von Flugzeugtypen/I–M
Liste von Flugzeugtypen
A–B C–D E–H I–M N-S T-Z
I – J – K – L – M

## I

### IAR S.A. Brasov
- ICA IS-3
- ICA IS-8
- ICA IS-10
- ICA IS-11
- ICA IS-12
- ICA IS-13
- ICA IS-28
- ICA IS-28 M
- ICA IS-29
- ICA IS-30
- ICA IS-31
- ICA IS-32
- ICA IS-33
- ICA IAR-28 MA
- ICA IAR-34
- ICA IAR-46 M

### Ikarus Tvornica Aero i Hydroplana
- Ikarus IK-2
- Ikarus S-49

### Iljuschin
- DB-3
- Il-2 Sturmowik
- Il-4
- Il-6
- Il-10
- Il-12
- Il-14
- Il-18 (1946)
- Il-18
- Il-20 (1948)
- Il-20
- Il-22
- Il-24
- Il-28
- Il-30
- Il-32
- Il-38
- Il-40
- Il-46
- Il-54
- Il-62
- Il-76 / A-50
- Il-78
- Il-86
- Il-96
- Il-102
- Il-103
- Il-108
- Il-114
- Il-476

### Indraero
- Fournier RF-8, auch Indraero RF-8

### Industria Aeronautică Română(IAR)
- IAR-14
- IAR 27
- IAR 37
- IAR 38
- IAR 39
- IAR 80
- IAR 81
- IAR 99
- IAR IS28b2
- IAR IS29

### Industrie Meccaniche Aeronautiche Meridionali SpA(IMAM)
- IMAM Ro.1
- IMAM Ro.5
- IMAM Ro.30
- IMAM Ro.37 Lince (Luchs)
- IMAM Ro.41
- IMAM Ro.43
- IMAM Ro.44
- IMAM Ro.51
- IMAM Ro.57
- IMAM Ro.58
- IMAM Ro.63

siehe auch: Aerfer

### Initiative Industriali Italiane
- Sky Arrow 650
- Sky Arrow 710
- Sky Arrow 450
- Sky Arrow Sport
- Sky Arrow 1450

### Instytut Szybownictwa
- IS-A Salamandra, Schulgleiter
- IS-1 Sęp, Segelflugzeug
- IS-5 Kaczka, Segelflugzeug
- IS-6 Nietoperz, Versuchssegelflugzeug

### Interstate Aircraft & Engineering Corporation
- Interstate L-6

### I.S.F.
- ISF Mistral-C, Segelflugzeug

### Israel Aircraft Industries(I.A.I.)
- Arava
- Nescher/Dagger
- Kfir
- Lavi
- Nammer
- 1124 Westwind
- 1125 Astra / Gulfstream G100

### Issoire Aviation
- Issoire D 77 Iris, Segelflugzeug
- Issoire E 78 Silène, Segelflugzeug

## J

### Jakowlew
- Ja-1 Awijetka Sportflugzeug
- Ja-2 Sportflugzeug
- Ja-3 Pionerskaja Prawda Sportflugzeug
- Ja-6 (AIR-6) Verkehrsflugzeug
- Ja-7 (AIR-7) Schulflugzeug
- Jak-1 Jagdflugzeug im Zweiten Weltkrieg
- Jak-3 Jagdflugzeug im Zweiten Weltkrieg
- Jak-4 (BB-22) Bombenflugzeug
- Jak-6 Transportflugzeug/Nachtbombenflugzeug
- Jak-7 Jagdflugzeug im Zweiten Weltkrieg
- Jak-9 Jagdflugzeug im Zweiten Weltkrieg
- Jak-10
- Jak-11 Schulungs-Jagdflugzeug
- Jak-12 Verbindungsflugzeug
- Jak-13 Verbindungsflugzeug
- Jak-14 Lastensegler
- Jak-15 erster Serienjet der UdSSR
- Jak-16 Kurzstrecken-Verkehrsflugzeug
- Jak-17 Jagdflugzeug
- Jak-18 zweisitziges Standardschulflugzeug
- Jak-19 Versuchsjagdflugzeug
- Jak-23 Jagdflugzeug
- Jak-25 Versuchsjagdflugzeug/Jagdflugzeug
- Jak-27 Aufklärungs- und Jagdflugzeug
- Jak-28 Allwetter-Jagdflugzeug
- Jak-30 Versuchsjagdflugzeug/Strahltrainer
- Jak-36 (NATO-Codename : Freehand) (Senkrechtstarter)
- Jak-38 (NATO-Codename : Forger) (Senkrechtstarter)
- Jak-40
- Jak-41 s. Jak-141
- Jak-42 (NATO-Codename : „Clobber“)
- Jak-44
- Jak-50 (1949) Allwetter-Abfangjagdflugzeug
- Jak-50 Kunstflugzeug
- Jak-52 zweisitziges Schul- und Trainingsflugzeug
- Jak-55
- Jak-112 Kleinflugzeug
- Jak-120 Versuchsjagdflugzeug
- Jak-130
- Jak-141 (NATO-Codename : „Freestyle“)
- Jak-200
- Jak-1000
- UT-1 einsitziges Sportflugzeug
- UT-2 zweisitziges Schul- und Trainingsflugzeug

### Jeannin
- Jeannin Stahltaube

### Jermolajew
- Jer-2
- Jer-2 ON
- Jer-4

### Jodel
siehe auch Robin
- Jodel D9
- Jodel D11
- Jodel D1050
- Jodel D140 „Mousquetaire“
- Jodel D150
- Jodel D18
- Jodel D19
- Jodel DR 100
- Jodel Falconar

### Junkers
- A 20
- A 25
- A 32
- A 35
- A 48
- A 50
- EF 61
- EF 127
- EF 128
- F 13 erstes reines Zivilflugzeug
- F 24
- G 23
- G 24
- G 31
- G 38
- H 21
- J 1 erstes Ganzmetallflugzeug
- J 2
- J 4
- J 7
- J 8
- J 9
- J 10
- J 11
- J 12 nur Projekt
- J 15
- Ju 13
- Ju 20
- Ju 21
- Ju 46
- Ju 49
- Ju 52/1m
- Ju 52/3m (auch Militärversion)
- Ju 60
- Ju 85 nur Projekt
- Ju 86 (auch in Zivilversion)
- Ju 87 Stuka (Sturzkampfflugzeug)
- Ju 88
- Ju 89
- Ju 90
- Ju 160
- Ju 187
- Ju 188
- Ju 248
- Ju 252
- Ju 268 nur Projekt
- Ju 287
- Ju 288
- Ju 290
- Ju 322 Mammut
- Ju 352 Herkules
- Ju 388
- Ju 390
- Ju 488 nur Projekt
- K 16
- K 30
- K 37
- K 47
- K 53
- R-Typen (Projektstudie)
- R 42
- S 36
- T 19
- T 21
- T 22
- T 23
- T 26
- T 27
- T 29
- W 33
- W 34

## K

### KAI
- KAI KT-1
- KAI T-50 Golden Eagle
- KAI Night Intruder 300
- KAI KC-100 Naraon
- KAI KF-21

### KWK
- KWK CFT

### Kalinin
- Kalinin K-1
- Kalinin K-2
- Kalinin K-3
- Kalinin K-4
- Kalinin K-5
- Kalinin K-6
- Kalinin K-7
- Kalinin K-10
- Kalinin K-12
- Kalinin K-15

### Kalkert
- Kalkert Ka 430 (Lastensegler)

### Kaman Aircraft Corporation
- K-16B V/STOL-Versuchsflugzeug

### Kawanishi
- Kawanishi E7K; alliierter Codename: Alf
- Kawanishi H6K; alliierter Codename: Mavis
- Kawanishi H8K; alliierter Codename: Emily
- Kawanishi J6K Jinpu
- Kawanishi N1K Kyofu/Shiden; alliierter Codename Rex bzw. George

### Kawasaki Heavy Industries
- Ki-10; alliierter Codename Perry
- Ki-32; alliierter Codename Mary
- Ki-45 Toryu (Drachentöter); alliierter Codename: Nick
- Ki-48
- Ki-56; alliierter Codename: Thalia
- Ki-61 Hien (Schwalbe); alliierter Codename: Tony
- Ki-100
- Ki-102; alliierter Codename Randy
- C-1
- C-2 (Nachfolger der C-1)
- P-X / XP-1 (Nachfolger der P-3C Orion)
- T-4

### Kayaba
- Kayaba Ku-2

### Kestrel Aircraft Company
- Kestrel JP10
- Kestrel K-350

### Keystone Aircraft Corporation
- B-3A
- B-4A
- B-5A
- B-6A
- LB-5
- LB-6
- LB-7
- LB-8
- LB-9
- LB-10
- LB-11
- LB-13
- LB-14
- XB-1B
- Keystone-Loening K-84

### Kinner
- Kinner Sportster
- Kinner Playboy
- Kinner Sportwing
- Kinner Envoy

### Klemm
siehe auch Daimler
- Daimler L 20
- Klemm L 25
- Klemm L 26
- Klemm L 27
- Klemm L28
- Klemm Alpha
- Klemm L30
- Klemm Kl 31
- Klemm Kl 32
- Klemm L 33
- Klemm Kl 35
- Klemm Kl 36
- Klemm Kl 104
- Klemm Kl 105
- Klemm Kl 106
- Klemm Kl 107
- Klemm Kl 151

### Koechlin & Pischoff
- Koechlin & Pischoff Monoplan

### Kokusai
- Kokusai Ku-7
- Kokusai Ku-8
- Kokusai Ki-59
- Kokusai Ki-76
- Kokusai Ki-105

### Kondor Flugzeugwerke
- Kondor Taube
- Kondor Taube Typ H
- WI
- WIIc
- BI
- DI
- DII
- DVI
- DVII
- EIIIa

### Koolhoven
- FK.30 Toerist
- FK.35
- FK.36
- FK.37 nicht gebaut
- FK.39 nicht gebaut
- FK.40
- FK.41
- FK.42
- FK.43
- FK.46
- FK.50 2-mot. Passagierflugzeug
- FK.51 1-mot. Doppeldecker
- FK.52 1-mot. Doppeldecker
- FK.55
- FK.56 1-mot. Tiefdecker
- FK.58 1-mot. Jagdtiefdecker

### Kotscherigin
- DI-6 (ZKB-11)
- LR (ZKB-1)
- R-9
- SR (ZKB-27)

### Kratos Defense & Security Solutions
- Kratos XQ-58A Valkyrie

### Kyushu Hikoki
- Q1W1 Tokai (Östliches Meer); alliierter Codename: Lorna
- J7W Shinden (Prächtiger Blitz)
- K11W Shiragiku (Weiße Chrysantheme)
- Q3W1 Nankai (Südsee)

## L

### Laister-Kauffmann
- XCG-10A

### Laister Sailplanes Inc.
- Laister LP-15 Nugget, Segelflugzeug
- Laister LP-49, Segelflugzeug

### Lake Aircraft
- Lake C1 Skimmer
- Lake C2 Skimmer
- Lake LA-4
- Lake LA-4-200 Buccaneer
- Lake LA-250 Renegade
- Lake LA-250 Seawolf
- Lake LA-270 Turbo Renegade
- Lake LA-270 Seafury

### Lancair
- Lancair Evolution
- Lancair IV
- Lancair ES
- Lancair Legacy

### Lange Aviation
- LF-20
- Antares 20E
- Arcus E
- Antares DLR-H2
- Antares 23E
- Antares 21E

### Lanzius Aircraft
- Lanzius L1
- Lanzius L11
- Lanzius Speed Scout

### Latécoère
- 15
- 17
- 21
- 28
- 298
- 299
- 302
- 380
- 521
- 631

### Latham
- Latham 47

### Lawotschkin
- Lawotschkin LaGG-3, auch LaGG-1
- Lawotschkin La-5
- Lawotschkin La-7
- Lawotschkin La-9
- Lawotschkin La-11
- Lawotschkin La-15
- Lawotschkin La-150 / La-13
- Lawotschkin La-160 Strelka
- Lawotschkin La-168
- Lawotschkin La-176
- Lawotschkin La-190
- Lawotschkin La-200
- Lawotschkin La-250 Anaconda

### Lazarow
- LAZ-7

### Learjet
siehe auch Bombardier
- Learjet 23
- Learjet 24
- Learjet 25
- Learjet 28
- Learjet 29
- Learjet 31
- Learjet 35
- Learjet 36
- Learjet 40
- Learjet 45
- Learjet 54
- Learjet 55
- Learjet 56
- Learjet 60

### Lebedew
- Lebed XI
- Lebed XII
- LM-1 Lebed Morskoj
- PTA-1

### Leduc
- Leduc 022

### Leichtflugzeugbau Malchow
- HK-12

### Les Ateliers de Construction Aéronautiques Belges(LACAB)
- LACAB T.7
- LACAB GR.8

### Let Kunovice
- C-11
- L-200 Morava,
- L-410 Turbolet, Kurzstreckenflugzeug
- L-420, Zubringerflugzeug
- L-610, Passagierflugzeug
- Z 37 Čmelák, Agrarflugzeug
- L-13 Blanik, Segelflugzeug
- L-21 Spartak, Segelflugzeug
- L-23 Super Blanik, Segelflugzeug
- L-33 Solo, Segelflugzeug
- VT-425 Sohaj 3, Segelflugzeug
- LG-125 Sohaj 2, Segelflugzeug
- LF-109 Pionyr, Segelflugzeug
- VT-16 Orlik, Segelflugzeug

### Létord
- LET 1
- LET 2
- LET 3
- LET 4
- LET 5

### LetovMilitärflugzeugfabrik Letnany
- Letov LF 107 Luňák
- Š-1
- Š-2
- Š-3
- Š-4
- Š-5
- Š-6
- Š-7
- Š-8
- Š-12
- Š-13
- Š-14
- Š-16
- Š-18
- Š-19
- Š-20
- Š-21
- Š-22
- Š-25
- Š-28 inkl. Š-328
- Š-31 inkl. Š-231
- Š-32
- Š-33
- Š-39
- Š-50

### Levasseur
- PL.2
- PL.4
- PL.5
- PL.7
- PL.8
- PL.10
- PL.15
- PL.101

### L.F.G. Roland
- C.II
- C.III
- C.V
- C.VIII
- Typ W
- Typ WD
- D.I
- D.II
- D.III
- D.IV
- D.V
- D.VI
- D.VII
- D.IX
- D.XIII
- D.XIV
- D.XV
- D.XVI
- D.XVII
- G.I
- Stralsund V19

### Liberty Aerospace
- Liberty XL-2

### Liepajas Kara-Ostas Drabnicas(LKOD)
- LKOD KOD-1
- LKOD KOD-2
- LKOD KOD-3
- LKOD SA-10

### Light Wing
- Lightwing AC4

### Lilienthal (Maschinenfabrik Otto Lilienthal)
- zahlreiche Versuchsmodelle
- Normalsegelapparat einzige Serienfertigung

### Linke-Hofmann Werke
- Linke-Hofmann R.I
- Linke-Hofmann R.II

### Lioré & Olivier
- LeO 7
- LeO 12
- LeO 20
- LeO 208
- LeO 21
- LeO 25
- LeO 300
- LeO 45
- LeO 48
- LeO C-30
- LeO C-34
- LeO H-13
- LeO H-180
- LeO H-190T
- LeO H-22
- LeO H-23
- LeO H-24
- LeO H-246
- LeO H-257bis
- LeO H-27
- LeO H-43
- LeO H-46
- LeO H-47
- LeO H-470

### Lippisch
- Lippisch-Ente

### Lissunow
- Li-2

### Lloyd Flugzeug- und Motorenfabrik
- Lloyd C.I
- Lloyd C.II
- Lloyd C.III
- Lloyd C.IV
- Lloyd C.V

### Lockheed/Lockheed Martin
- 3 Air Express
- 8 Sirius und Altair
- 9 Orion
- 10 Electra
- 12 Electra Junior
- 14 Super Electra
- 18 Lodestar
- 37 Ventura und Harpoon (auch: PV-1 Ventura und PV-2 Harpoon)
- 89 / R6V Constitution
- Hudson (A-28, A-29, AT-18, PBO)
- A-12 Oxcart
- C-5 Galaxy
- C-130 Hercules
- C-141 Starlifter
- F-22 Raptor
- F-35 Lightning II
- YF-12
- XF-90
- F-94 Starfire
- F-104 Starfighter
- F-117 Nighthawk (sowie Prototyp Have Blue)
- Lockheed-Constellation-Familie
- L-049 L-149, L-649, L-749 Constellation
- L-1049 Super Constellation
- L-1249 Super Constellation
- L-1649 Starliner
- L-1329 JetStar
- L-100 Hercules
- L-188 Electra
- L-1011 TriStar
- P-2 Neptune und AP-2H Neptune
- P-3 Orion
- P-38 Lightning
- P-80 / F-80 / T-33 Shooting Star
- S-3 Viking
- SR-71 Blackbird
- U-2 Dragon Lady
- XFV-1
- VZ-10/XV-4 Hummingbird

### Loening
- Loening Air Yacht
- Loening C-1W
- Loening C-2C
- Loening C-4C
- Loening C-5
- Loening C-6
- Loening Duckling
- Loening FL-1
- Loening LS.
- Loening M-2 Kitten
- Loening M-3
- Loening M-8
- Loening Monoduck
- Loening O2L
- Loening OA-1
- Loening OA-2
- Loening OL (-1 bis –9)
- Loening PA-1
- Loening PW-2
- Loening S-1
- Loening S-2L
- Loening SL

### Lohner
- Lohner Type B
- Lohner Type C
- Lohner Type L
- Lohner Type M
- Lohner Type R
- Lohner Type T

### Loire(Ateliers et Chantiers de la Loire)
- 43
- 46
- 50
- 70
- 102
- 130
- 210
- 250
- 501

### Loire-Nieuport
- 161
- 40 (40, 42, 401, 402, 411)

### Lombardi
siehe: Anonima Vercellese Industria Aeronautica (AVIA)

### LS-Flugzeugbau
siehe Rolladen Schneider Flugzeugbau GmbH

### LTG (Lufttorpedo-Gesellschaft)
- LTG FD 1

### Lublin
- R-VIII
- R-XIII
- R-XVI

### Lübeck-Travemünde
- Lübeck-Travemünde F.1
- Lübeck-Travemünde F.2
- Lübeck-Travemünde F.4

### Luftverkehrsgesellschaft (LVG)
- LVG B.I
- LVG B.II
- LVG B.III
- LVG C.I
- LVG C.II
- LVG C.III
- LVG C.IV
- LVG C.V
- LVG C.VI
- LVG C.VIII
- LVG D 10
- LVG D.II
- LVG D.III
- LVG D.IV
- LVG D.V
- LVG D.VI
- LVG E.I
- LVG G.I
- LVG G.III

### Luscombe Aircraft Corporation
- Luscombe 8

### LWS (Lubelska Wytwórnia Samolotów)
- LWS-2
- LWS-3 Mewa (Möwe)
- LWS-4 Żubr (Wisent)

## M

### Avions Mauboussin
- Peyret-Mauboussin PM XI
- Peyret-Mauboussin PM XII
- Mauboussin M.40
- Mauboussin M.120
- Mauboussin M.200

### Macchi
- Macchi L.3
- Macchi M.5
- Macchi M.7
- Macchi M.8
- Macchi M.9
- Macchi M.18
- Macchi M.24
- Macchi M.39
- Macchi M.41bis
- Macchi M.52
- Macchi M.67
- Macchi M.71
- Macchi MC.72
- Macchi MC.94
- Macchi MC.200 Saetta (Blitz)
- Macchi MC.201
- Macchi MC.202 Folgore (Donnerschlag)
- Macchi MC.205 Veltro (ital. für Jagd- oder Windhund)
- Macchi MC.206
- Macchi MB.308
- Macchi MB.323

### Machonin
- Mak.10[1]
- Mak.101
- Mak.123[2]  Махонин (russ.), Makhonine (fr.)  [3]

### Maeda
- Ku.1 (Segelflugzeug für Landetruppen)
- Ku.1-I

### Malmö Flygindustri
- Malmö Flygindustri MFI-9, „Junior“, zweisitziges Leichtflugzeug / Militärtrainer
- MFI-10, „Vipan“
- SAAB MFI-13, Prototyp (Saab Sonett)
- MFI-15, „Safari“
- MFI-17, „Supporte“

### Manfréd Weiss
siehe Weiss Manfréd (Manfréd Weiss Stahl- und Metallwerke AG)

### Mansyu
- Mansyu Ki.79 (Übungsflugzeug)
- Mansyu Ki-98

### Marganski
- EM-11 Orka
- Swift S-1
- MdM-1 Fox

### Marinens Flyvebaatfabrikk
- Marinens Flyvebaatfabrikk MF.1
- Marinens Flyvebaatfabrikk MF.2
- Marinens Flyvebaatfabrikk MF.3
- Marinens Flyvebaatfabrikk MF.4
- Marinens Flyvebaatfabrikk MF.5
- Marinens Flyvebaatfabrikk MF.6
- Marinens Flyvebaatfabrikk MF.7
- Marinens Flyvebaatfabrikk MF.8
- Marinens Flyvebaatfabrikk MF.9
- Marinens Flyvebaatfabrikk MF.10
- Marinens Flyvebaatfabrikk MF.11
- Marinens Flyvebaatfabrikk MF.12

### Martin
- Martin AM Mauler
- Martin A-22 Maryland
- Martin A-30 Baltimore
- Martin B-10
- Martin XB-16 (Entwurf)
- Martin 146
- Martin B-26 Marauder
- Martin XB-27 (Entwurf)
- Martin XB-33 Super Marauder (Entwurf)
- Martin XB-48
- Martin XB-51
- Martin B-57 Canberra/Night Intruder (siehe auch: B-57G)
- Martin XT5M
- Martin BM
- Martin Model T
- Martin M-130 Martin Clipper
- Martin 156 Russian Clipper
- Martin JRM Mars
- Martin 193 Entwurf
- Martin MB-1 (auch GMB, T-1)
- Martin MB-2 (auch NBS-1)
- Martin XLB-4
- Martin MS
- Martin MO
- Martin M2O (Naval Aircraft Factory NO)
- Martin N2M
- Martin PBM Mariner
- Martin PM
- Martin P2M (Naval Aircraft Factory P2Y)
- Martin P3M (Naval Aircraft Factory P2Y)
- Martin P4M Mercator
- Martin P5M Marlin
- Martin M-270
- Martin P6M Seamaster
- Martin SC
- Martin T3M
- Martin T4M
- Martin XT6M
- Martin 2-0-2
- Martin 4-0-4 Martin VC-3
- Martin-Marietta X-24

### Martin-Baker
- M.B.1
- M.B.2
- M.B.3
- M.B.5

### Martinsyde
- Martinsyde F.2
- Martinsyde F.4 Buzzard
- Martinsyde G.100
- Martinsyde G.102
- Martinsyde RG

### Marton
- Marton X/V

### Maule Air
- Maule MX-4
- Maule MX-5
- Maule MX(T)-7
- Maule MX-9

### MÁVAG
- Héja (Lizenzproduktion der Reggiane Re.2000)
- Héja II (ungarische Weiterentwicklung der Hejja)

### Max Holste
- MH-20
- MH-52
- MH-53 Cadet
- MH-152
- Max Holste MH-260 Super Broussard
- Max Holste MH-1521 Broussard

### McDonnell Aircraft Corporation
- McDonnell CF-101 Voodoo
- McDonnell F-4 Phantom II
- McDonnell F-101 Voodoo
- McDonnell F-110 Spectre
- McDonnell FH-1 Phantom
- McDonnell F2H Banshee
- McDonnell F3H Demon
- McDonnell XF-85 Goblin
- McDonnell XF-88 Voodoo
- McDonnell XP-67 Bat
- McDonnell 119/220

### McDonnell Douglas(Boeing)
- McDonnell Douglas/General Dynamics A-12 Avenger II
- YC-15
- F-15 Eagle
- F/A-18 Hornet und F/A-18E/F Super Hornet
- McDonnell Douglas DC-10
- KC-10 Extender
- MD-11
- C-17 Globemaster III
- MD-80, auch MD-81, MD-82, MD-83, MD-87, MD-88
- MD-90
- MD-95 (Boeing 717)

### MDM Ltd.
- MDM-1 Fox

### Medridionali
siehe IMAM

### Messerschmitt AG
- Messerschmitt S9 Segelflugzeug
- Messerschmitt S14 Segelflugzeug
- Messerschmitt S15 Motorsegler
- Messerschmitt S16 Motorsegler
- Messerschmitt M17 Sportflugzeug
- Messerschmitt M18 Verkehrsflugzeug
- Messerschmitt M19 Sportflugzeug
- Messerschmitt M20 Verkehrsflugzeug
- Messerschmitt M21 Schulflugzeug
- Messerschmitt M22 Bombenflugzeug
- Messerschmitt M23 Sportflugzeug
- Messerschmitt M24 Verkehrsflugzeug
- Messerschmitt M25 Leichtflugzeug (Projekt)
- Messerschmitt M26 Reiseflugzeug
- Messerschmitt M27 Sportflugzeug
- Messerschmitt M28 Postflugzeug
- Messerschmitt M29 Sportflugzeug
- Messerschmitt M31 Sportflugzeug
- Messerschmitt M32 Schulflugzeug (Projekt)
- Messerschmitt M33 Eindecker (Projekt)
- Messerschmitt M34 Langstreckentransporter (Projekt)
- Messerschmitt M35 Sportflugzeug
- Messerschmitt M36 Transportflugzeug
- Messerschmitt M37 Sportflugzeug, später Bf 108
- Messerschmitt Bf 108, Bf (Me) 108 Taifun, Sport- und Reiseflugzeug
- Messerschmitt Bf 109, Bf (Me) 109, Jagdflugzeug
- Messerschmitt Bf 110, Bf (Me) 110, Zerstörer
- Messerschmitt Bf 161, Bf (Me) 161, Fernaufklärer
- Messerschmitt Bf 162, Bf (Me) 162 Jaguar, Kampfflugzeug
- Messerschmitt Bf 163 Verbindungsflugzeug (gebaut bei Weserflug)
- Messerschmitt Me 163 Komet, Jagdflugzeug
- Messerschmitt Me 208 Viersitziges einmotoriges Reiseflugzeug
- Messerschmitt Me 209 Rekordflugzeug, Jagdflugzeug
- Messerschmitt Me 210 Jagdflugzeug, Zerstörer
- Messerschmitt Me 261 Langstreckenflugzeug
- Messerschmitt Me 262 Schwalbe, Strahl-Jagdflugzeug
- Messerschmitt Me 263 Raketenjäger
- Messerschmitt Me 264 Langstreckenbomber, Fernaufklärer
- Messerschmitt Me 309 Jagdflugzeug
- Messerschmitt Me 321 Großraum-Lastensegler
- Messerschmitt Me 323 Gigant, Großraum-Transportflugzeug
- Messerschmitt Me 328 Schnellbomber
- Messerschmitt Me 410 Hornisse, Zerstörer, Aufklärer
- Messerschmitt Me 609 Schnellbomber, Zerstörer
- Messerschmitt P.141, Transportflugzeug
- Messerschmitt P.160, Kurzstrecken-Verkehrsflugzeug
- Messerschmitt P.1101 Versuchsflugzeug, Strahl-Jagdflugzeug

### MIAG
- MIAG-Dietrich MD-12

### Mikojan-Gurewitsch
- E-2A
- E-8
- E-155
- E-266
- I-75F
- I-211
- I-220
- I-221
- I-222
- I-224
- I-225
- I-230
- I-270
- I-320
- I-350
- MiG-1
- MiG-3
- MiG-5 (DIS)
- MiG-6 (TSch, nur Projekt)
- MiG-7 siehe I-221, I-222, I-224, MiG-13
- MiG-8 „Utka“
- MiG-9 Fargo
- MiG-10 (nur Projekt)
- MiG-11 siehe I-220, I-224
- MiG-13
- MiG-15 Fagot
- MiG-17 Fresco
- MiG-19 Farmer
- MiG-21 Fishbed
- MiG-23 Flogger
- MiG-25 Foxbat
- MiG-27 Flogger
- MiG-29 Fulcrum
- MiG-31 Foxhound
- MiG-33 Flashback
- MiG-35
- MiG-39/MiG-1.42
- MiG-AT
- SM-12
- SM-50

### Miles
- Miles M.1 Satyr
- Miles Hawk
- Miles Hawk Major
- Miles Hawk Trainer
- Miles M.3 Falcon
- Miles M.4 Merlin
- Miles M.5 Sparrowhawk
- Miles M.6 Hawcon
- Miles M.7 Nighthawk
- Miles M.8 Peregrine
- Miles M.9 Kestrel
- Miles M.9 Master
- Miles M.11 Whitney Straight
- Miles M.12 Mohawk
- Miles M.13 Hobby
- Miles M.14 Magister
- Miles M.15
- Miles M.17 Monarch
- Miles M.18
- Miles M.20
- Miles M.25 Martinet
- Miles M.28 Mercury
- Miles M.30 X-Minor
- Miles M.33 Monitor
- Miles M.35
- Miles M.38 Messenger
- Miles M.39B Libellula
- Miles M.52
- Miles M.57 Aerovan
- Miles M.65 Gemini
- Miles M.68 Boxcar
- Miles M.71 Merchantman
- Miles M.77 Sparrowjet
- Miles M.100 Student

### Mitsubishi
- A5M Kansen, alliierter Codename: Claude
- A6M Reisen Zero-Sen, alliierte Codenamen: Zeke, Hap, Hamp
- A7M Reppu (Hurrikan), alliierter Codename: Sam
- F1M, alliierter Codename: Pete
- G3M Chukou, alliierter Codename: Nell
- G4M Hamaki, alliierter Codename: Betty
- J2M Raiden (Donnerschlag), alliierter Codename: Jack
- J8M Shusui (Scharfes Schwert)
- Ki-1
- Ki-2 Louise
- Ki-15, alliierter Codename: Babs
- Ki-21 Jubak, alliierter Codename: Sally
- Ki-30, alliierter Codename: Ann
- Ki-46, alliierter Codename: Dinah
- Ki-51, alliierter Codename: Sonia
- Ki-57, alliierter Codename: Topsy
- Ki-67 Hiryu (Fliegender Drache), alliierter Codename: Peggy
- Ki-83
- T-2
- F-1
- F-2
- LR-1
- MU-2
- MU-300
- Mitsubishi SpaceJet

### Mjassischtschew
- DB-108
- DWB-102
- M-4
- M-6
- M-18
- M-20
- M-17 / M-55
- M-50 / M-52
- M-60
- M-101 „Gschel“
- M-200
- M-500
- WB-109
- WM-T „Atlant“, strategischer Transporter basierend auf M-4

### Möller
- Möller Stürmer

### Mooney
- Mooney A-1
- Mooney A-2 (auch: M5)
- Mooney A-2A Cadet
- Mooney M-1
- Mooney M-6 Flivver
- Mooney M-10
- Mooney M-12
- Mooney M-17
- Mooney M18 Mite
- Mooney M19 Pre-armament
- Mooney M20 Mark 20
- Mooney M22 Mustang
- Mooney M30-301
- Mooney MU-2
- Mooney Acclaim
- Mooney Ovation 2 GX
- Mooney Ovation 3

### Morane-Saulnier
- Morane-Saulnier A
- Morane-Saulnier B
- Morane-Saulnier G
- Morane-Saulnier H
- Morane-Saulnier I
- Morane-Saulnier L
- Morane-Saulnier LA
- Morane-Saulnier N
- Morane-Saulnier P
- Morane-Saulnier S
- Morane-Saulnier T
- Morane-Saulnier TRK
- Morane-Saulnier V
- Morane-Saulnier AC
- Morane-Saulnier AF
- Morane-Saulnier AI
- Morane-Saulnier AN
- Morane-Saulnier ANL
- Morane-Saulnier AR
- Morane-Saulnier BB
- Morane-Saulnier MS.3L
- MS.29
- MS.35 Hélène
- MS.43
- MS.50
- MS.138
- MS.185
- MS.225 Serie
- MS.229
- MS.230
- MS.315
- MS.317
- MS.406
- MS.470
- MS.506 Vanneau
- MS.733 Alcyon
- MS.755 Fleuret
- MS.760 Paris
- MS.880 Serie
- MS.890 Serie

### Moravan
siehe Zlín

### Morelli
- M-100 Segelflugzeug
- M-200 Segelflugzeug

### Mosca
- Mosca MB

### Moskaljow
- Moskaljow SAM-13

### MPC Aircraft
- MPC-75 (DAA92/122, Regioliner R92/122, FASA)[4][5]

### Musger
- Musger Mg III
- Musger Mg 19 Segelflugzeug
- Musger Mg 19b Segelflugzeug
- Musger Mg 23 Segelflugzeug

### Myasishchev
- siehe Mjassischtschew